# Byttneria celtoides
Byttneria celtoides là một loài thực vật có hoa trong họ Cẩm quỳ. Loài này được A.St.-Hil. mô tả khoa học đầu tiên năm 1825.